# منطقة برواني
برواني رمزها «BR» (بالإنجليزية: Barwani)‏ ، هو تقسيم إداري لدولة الهند تتبع ولاية مدية برديش (بالإنجليزية: Madhya  Pradesh)‏ ، مركزها هو مدينة برواني (بالإنجليزية: Barwani)‏ عدد سكانها حسب تعداد سنة 2001 هو 1,081,039 ، مساحتها 5,432 كم² وكثافة السكان 199 لكل كم² .